# Volkssterrenwacht Mercurius
Volkssterrenwacht Mercurius is sinds 21 oktober 1998 een volkssterrenwacht in Nationaal Park De Biesbosch in de stad  Dordrecht, in de Nederlandse provincie Zuid-Holland. 

## Ligging
De Sterrenwacht staat in Nationaal Park De Biesbosch waar het nog redelijk donker is om sterren te kunnen kijken.

## Expositie- en informatiecentrum
Sterrenwacht Mercurius is geen wetenschappelijk instituut. Integendeel. De sterrenwacht geeft uitleg, in de vorm van presentaties en films aan scholen, groepen en individuen. Dit wordt op een begrijpelijke manier gedaan zonder gebruik te maken van allerlei moeilijke termen en ingewikkelde procedures. De expositie omvat informatie over ruimtevaart, weer- en sterrenkunde.

## Carl Zeiss telescoop
In de koepel staat een Carl Zeiss 15 cm refractor uit 1920. Bij een heldere hemel wordt er 's avonds door de telescoop naar de Maan en planeten gekeken. Overdag wordt er met een speciaal filter de zon in beeld gebracht.